# Hans Ranzoni der Jüngere
Hans Ranzoni der Jüngere (* 6. September 1896 in Wien; † 11. Oktober 1991 ebenda) war ein österreichischer Grafiker.
Sein Vater war Hans Ranzoni der Ältere. Während sich dieser vor allem der Ölmalerei widmete, spezialisierte sich der Sohn auf Grafik, namentlich den Kupferstich. 1945–1961 lehrte er an der Graphischen Lehr- und Versuchsanstalt in Wien. Ranzonis vielfach preisgekröntes Werk umfasste Buchillustrationen, Exlibris und Vorlagen für amtliche Dokumente. Besonders bekannt wurden seine Briefmarkengestaltungen, zum Beispiel die Zweite Trachtenserie. Er wurde am Wiener Zentralfriedhof bestattet.